# 聖巴巴拉國家公園
聖巴巴拉國家公園是洪都拉斯的國家公園，位於該國西部，處於約華湖以西，成立於1987年1月1日，面積121平方公里，最高點海拔高度2,777米。